# Louis Schweitzer (haut fonctionnaire)
Pour les articles homonymes, voir Louis Schweitzer et Schweitzer.
Louis Schweitzer, né le 8 juillet 1942 à Genève, est un haut fonctionnaire et homme d'affaires français, particulièrement connu pour sa présidence du groupe automobile Renault de 1992 à 2005.
Il a présidé la Haute Autorité de lutte contre les discriminations et pour l'égalité de 2005 à 2010. Membre ou ancien membre de plusieurs conseils d'administration (Volvo, BNP Paribas, EDF, L'Oréal, Philips, AstraZeneca), il a présidé MEDEF International en 2005.
Entre 2011 et 2020, il a été président d'Initiative France, réseau d'associations de prêts d’honneur et d'accompagnement des créateurs d’entreprise. Il est représentant spécial du ministère des Affaires étrangères pour le Japon,. Depuis 2012, il est président du Conseil d'administration de La Fondation droit animal, éthique et sciences.
À la suite de la démission d’Olivier Duhamel de la présidence de la Fondation nationale des sciences politiques en janvier 2021, Louis Schweitzer en est nommé président par intérim jusqu’à l’élection de Laurence Bertrand Dorléac en mai 2021.

## Biographie

### Jeunesse et études
Issu d'une famille de la bourgeoisie protestante alsacienne, Louis Schweitzer est le fils de Pierre-Paul Schweitzer, directeur du FMI entre 1963 et 1973, petit-neveu d'Albert Schweitzer et du chef d'orchestre Charles Munch. De ce fait, il est cousin de Jean-Paul Sartre. Éduqué dans le protestantisme, Louis Schweitzer est athée.
Il suit des études de droit et obtient une licence de droit. Il est diplômé de l'Institut d'études politiques de Paris en 1964. Il y prépare le concours de l'École nationale d'administration, où il est admis au sein de la promotion Robespierre (janvier 1968-mai 1970),.

### Carrière

#### Dans la fonction publique
Il devient inspecteur des finances et entre à la direction du Budget. Il enseigne alors les finances publiques à l'IEP de Paris.
En 1981, il devient directeur de cabinet de Laurent Fabius, le ministre du Budget du gouvernement Pierre Mauroy. Il le suivra ensuite au ministère de l'Industrie, puis à Matignon. C'est à ce poste qu'il est mêlé à l'affaire des écoutes de l'Élysée et il l'occupe également lors de celle du sang contaminé.

#### PDG de Renault
Après l'échec de la gauche en 1986, il entre, grâce à Georges Besse qu'il avait lui-même soutenu auprès de Laurent Fabius, chez Renault, comme directeur de contrôle de gestion. Il est soutenu par ses liens au Parti socialiste et en dépit des résistances internes, il gravit rapidement les échelons de la société : en 1987, alors qu'il est nécessaire de négocier la dette de 12 milliards de francs avec le gouvernement, il est nommé directeur financier, puis directeur général. Il devient président-directeur général du groupe automobile entre 1992 et 2005.
Le secteur automobile entame justement au début des années 1990 un mouvement de concentration. Rachats de marques, fusions : les groupes se mondialisent et cherchent à étendre leur gamme et à augmenter leurs volumes de production, gage d'une rentabilité plus constante. Alors que la privatisation de Renault se prépare pour 1996, Louis Schweitzer multiplie les contacts avec les autres constructeurs pour donner à Renault la dimension mondiale qui lui manque. Ainsi, Renault rachète le petit constructeur coréen Samsung Motors en 1990, qui devient Renault Samsung Motors et est détenu à 80 % par Renault. Puis, en septembre 1993, le Groupe Renault et la société Volvo AB annoncent leurs fiançailles. Les complémentarités sont là : Volvo est solidement implantée aux États-Unis, tandis que Renault est fort en Amérique latine ; en outre, la fusion des filiales « poids lourds » des deux groupes donnerait naissance à un champion mondial. Mais le 2 décembre 1993, Louis Schweitzer et son collègue suédois Pehr Gyllenhammar doivent annoncer l’échec du mariage, à la suite d'une rébellion du management supérieur et de la majorité des actionnaires du suédois. Pour une large part, cet échec relève de la non prise en compte de l’aspect humain et culturel. Les Suédois sont attachés à leur culture participative et ont très vite été choqués par ce qu'ils perçoivent des Français : peu ouverts au dialogue, et désireux d'imposer leurs solutions. Louis Schweitzer tiendra compte de cet échec dans la mise au point de l'Alliance avec Nissan et il fera tout pour ménager les susceptibilités japonaises lors des négociations et de l'accord qui interviendra six ans plus tard. En effet, des contacts sont pris avec Nissan, qui enregistre de lourdes pertes, et peine face à la concurrence des autres constructeurs japonais. Là aussi les complémentarités sont excellentes : au contraire de Nissan, Renault a déjà une bonne assise en Europe et en Amérique latine mais l'Asie, qui commence à peine à dévoiler son important potentiel de croissance, reste son point faible. Renault et Nissan scellent un accord, socle d'une coopération profonde mêlant échange de participation et collaboration industrielle. En mars 1999, naît officiellement l'Alliance Renault-Nissan. En 1999 également, après avoir échoué à racheter le constructeur tchèque Škoda, qui est acquis par le groupe Volkswagen, Renault prend le contrôle du constructeur roumain en difficulté Dacia, afin de produire un véhicule d'entrée de gamme économique (« la voiture à 30 000 francs »). Malgré les doutes et les critiques reçues initialement, cette aventure est devenue un succès commercial.
Conscient de ses faiblesses dans la gestion quotidienne, Louis Schweitzer a recruté comme numéro deux Carlos Ghosn, chargé de mener à bien la réduction des coûts. Cette époque est marquée par la privatisation de Renault en 1996, la fermeture de l'usine belge de Vilvorde et une large délocalisation de la production de Renault hors de France, particulièrement en Turquie où l'usine de Bursa devient un composant majeur du dispositif industriel de Renault. Carlos Ghosn fera par la suite merveille au Japon, où il sera envoyé par Louis Schweitzer pour rationaliser la gestion du constructeur japonais, à commencer par les achats.
À la fin du mandat de Louis Schweitzer, la transformation de l'ex-Régie Renault, entreprise franco-française s'il en est, est totale. Si les effectifs de Renault en France se sont considérablement réduits, passant de 85 962 employés à 42 953, l'entreprise est en parallèle devenue une multinationale qui compte dans l'industrie automobile mondiale, où elle occupe désormais la quatrième place. Cette révolution, menée en 13 ans à partir d'une entreprise longtemps dopée aux subventions de l’État et relevant d'un système d'économie mixte, est emblématique de la façon dont une partie de l'économie française s'est adaptée à la mondialisation, et fait de Louis Schweitzer, selon L'Usine nouvelle, un patron à la stratégie « visionnaire » qui a su réaliser ces mutations en tirant les leçons de ses échecs pour mieux réussir les phases suivantes.
Le 11 mars 2004, Louis Schweitzer rejoint le Conseil d'administration du groupe pharmaceutique britannique AstraZeneca en tant qu'administrateur.
Le bilan de Louis Schweitzer est toutefois critiqué sur le plan de sa rémunération. En effet, alors que les délocalisations avaient été motivées au nom de la diminution des coûts salariaux, les revenus de Louis Schweitzer atteignent des sommets inconnus jusqu'ici chez le constructeur automobile. Le salaire de Raymond Lévy avait atteint le million de francs par an, celui de Schweitzer dépassera les deux millions d'euros par an en 2005. Carlos Ghosn ne manquera pas de s'engouffrer dans la brèche pour aller quant à lui au-delà des 10 millions annuels.
En 2005, après avoir quitté la direction de Renault, il en devient le président du conseil d'administration (date d'échéance : 2009), un titre presque honorifique pour lequel il continue de percevoir son salaire fixe maintenu à 900 000 euros par an, ainsi qu'une indemnité forfaitaire attachée à la fonction de président du conseil d'un montant de 200 000 euros en année pleine.

#### Nouvelles attributions après Renault
Il est ensuite président de la Haute Autorité de lutte contre les discriminations et pour l'égalité (HALDE) de 2005 jusqu'en mars 2010.
Depuis le 3 mai 2011, il est président d'Initiative France, réseau d'associations de prêts d’honneur et d'accompagnement des créateurs d’entreprise.
Après que Louis Gallois a été élu président du conseil de surveillance de PSA Peugeot Citroën, Louis Schweitzer est Commissaire général à l’investissement de 2014 à 2017.

## Fonctions
Il a occupé de nombreuses fonctions sur la scène économique :
- Président du conseil d'administration : AstraZeneca (2005-2012), Renault (2005-2009), AB Volvo (2001-2012) ;
- Administrateur : Pechiney (1989-2001), BNP Paribas (1993-2013), EDF (1999-2008), L'Oréal (2005-2016), Veolia Environnement (depuis 2003) [rémunération Veolia environ 120 000 €/an en 2019 & 2020][23],
- Membre du conseil de surveillance : Philips (1997-2008) ;
- Membre du conseil consultatif : Allianz (2001-2016), Banque de France (2002-2010) ;
- Président du MEDEF International[24] en 2005. Il est depuis Président d'honneur.

Sur le plan de l'enseignement supérieur, Louis Schweitzer a été président du conseil d'administration de l'École des Mines de Nancy de 1998 à 2003 et a notamment pris part aux côtés du directeur Claude Crémet à la construction de l'alliance Artem entre l'École des Mines de Nancy, l'École Nationale Supérieure d'Art de Nancy et l'ICN Business School.
Louis Schweitzer est très impliqué sur la scène culturelle et sociale française :
- Ancien président de la Haute autorité de lutte contre les discriminations et pour l'égalité (HALDE) ;
- Président du festival d'Avignon en 2005 ;
- Président de la Société des amis du musée du quai Branly ;
- Coprésident avec Alain Juppé de la Commission du Livre blanc sur la politique étrangère et européenne de la France ;

Membre du conseil et présidence d'établissements ou d'associations d'intérêt général :
- Fondation nationale des sciences politiques ;
- Musée du Louvre ;
- Musée du quai Branly ;
- Université Sorbonne Nouvelle - Paris 3 ;
- Fondation Adrienne et Pierre Sommer ;
- Fondation Droit Animal, Éthique et Sciences ;
- Initiative France ;
- Centre européen de musique[27].

Il est membre du conseil d'administration de l'Institut français de relations internationales.
Il est membre du club Le Siècle dont il fut le président entre 2002 et 2004.
Il est également président du conseil de surveillance du journal Le Monde depuis le 11 février 2008, jusqu'à sa démission le 15 décembre 2010 en raison de désaccords avec la nouvelle direction du groupe.
Il est actionnaire de la Financière PIASA qui détient avec Artémis (Pinault) le contrôle de la maison française de vente aux enchères PIASA, aux côtés de plusieurs autres personnalités.
Il préside le comité consultatif commun d'éthique pour la recherche agronomique de l’INRA et du CIRAD, créé le 31 octobre 2007.
Il préside Initiative France, réseau d'associations de prêts d’honneur et d'accompagnement des créateurs d’entreprise depuis le 3 mai 2011.

### Gestion de la HALDE
Louis Schweitzer a été président de la Haute Autorité de lutte contre les discriminations et pour l'égalité (Halde). Son salaire brut était de 6 700 € par mois et s'ajoutait à ses autres revenus. Sa gestion de la Halde a été l'objet d'un examen très critique de la Cour des comptes en 2010,.

### Salaires
Louis Schweitzer figurait dans le top 50 des patrons les mieux payés en 2006. Il arrivait alors en tête avec des revenus avec 11,9 millions d'euros, notamment grâce à une plus-value de stock-options (en français : option sur titres).
Sa rémunération comprend sa retraite et ses postes d'administrateurs de Volvo, BNP Paribas, EDF, L'Oréal et de Philips. Pour la présidence non-exécutive d'AstraZeneca, il gagne un million de livres sterling par an.

## Engagements associatifs
Louis Schweitzer préside Initiative France, réseau d'associations de prêts d’honneur et d'accompagnement des créateurs d’entreprise depuis le 3 mai 2011. Il s'agit du premier réseau associatif de financement des créateurs et repreneurs d'entreprise. Avec ses 222 plateformes locales qui couvrent tout le territoire français, Initiative France a aidé plus de 16 700 entreprises et a permis la création ou le maintien de 44 155 emplois en 2016.
Il est également engagé en faveur du bien-être animal. Louis Schweitzer est, depuis 2012, le président du Conseil d'administration de La Fondation droit animal, éthique et sciences qui a pour objectif d'améliorer la condition animale par une transposition juridique des nouveaux acquis scientifiques et des évolutions éthiques, liés à la vie des animaux et à leurs relations avec l’homme. Il devient président de la Fondation Adrienne et Pierre Sommer en 2019.
Depuis le 13 juillet 2022, Louis Schweitzer a rejoint le Conseil d'Administration de la Fondation Méditerranée Infection au titre de "personnalité qualifiée". Le 30 septembre 2022, il a été élu Vice-Président de cette Fondation de coopération scientifique portant l'IHU de Marseille.

## Mises en examen, non-lieu et condamnations
En 1995, Louis Schweitzer a été mis en examen pour « complicité d'empoisonnement » dans l'affaire du sang contaminé. L'ancien directeur de cabinet de Laurent Fabius devait notamment répondre du retard qui a été pris dans la distribution d'un test de dépistage du SIDA. Il bénéficiera d'un non-lieu.
En 1995, il est également mis en examen dans l'affaire des écoutes de l'Élysée. Le 9 novembre 2005, il est condamné dans cette affaire mais dispensé de peine. Il est notamment reconnu coupable pour le placement sur écoutes de Jean-Edern Hallier. Fin septembre 2008, sa condamnation est confirmée par la Cour de cassation. Louis Schweitzer avait alors personnellement autorisé le renouvellement des écoutes surveillant l'écrivain,.
En 1998, la justice belge le condamne à une amende de 10 millions de francs belges (1,6 million de FF) pour avoir violé la loi du travail belge lors de la fermeture de l'usine Renault de Vilvorde.

## Décorations
- Grand-croix de la Légion d'honneur en 2017[46] ; Grand officier en 2012[47] ; Commandeur en 2004 [48] ; Officier en 1998[49] ; Chevalier en 1988.
- Grand officier de l'ordre national du Mérite en 2007[50]v; Commandeur en 2002.
- Commandeur de l'ordre des Arts et des Lettres (2021)[51]

## Publications
- Mes Années Renault. Entre Billancourt et le marché mondial. Gallimard / Le Débat, 2006.
- Les Discriminations en France, Robert Laffont, 2009
- Acteurs de l'économie, juillet / août 2009, " Il faut briser les habitudes", Louis Schweitzer
- L'animal est-il un homme comme les autres ? Les droits des animaux en question, avec Aurélien Barrau, Dunod, 2018